# Lößnitzgrund und Lößnitzhänge
Lößnitzgrund und Lößnitzhänge este o arie protejată (arie specială de conservare — SAC, sit de importanță comunitară — SCI) din Germania întinsă pe o suprafață de 115 ha, integral pe uscat.

## Localizare
Centrul sitului Lößnitzgrund und Lößnitzhänge este situat la coordonatele 51°07′03″N 13°39′36″E / 51.1175°N 13.66°E.

## Înființare
Situl Lößnitzgrund und Lößnitzhänge a fost declarat sit de importanță comunitară în iunie 2002 pentru a proteja 5 specii de animale. Situl a fost protejat și ca arie specială de conservare în aprilie 2011.

## Biodiversitate
Situată în ecoregiunea continentală, aria protejată conține 5 habitate naturale: Fânețe de joasă altitudine (Alopecurus pratensis, Sanguisorba officinalis), Roci stâncoase cu vegetație pionieră de Sedo-Scleranthion sau Sedo albi-Veronicion dillenii, Păduri de fag Luzulo-Fagetum, Păduri de stejar și carpen Galio-Carpinetum, Păduri aluvionare cu Alnus glutinosa și Fraxinus excelsior (Alno-Padion, Alnion incanae, Salicion albae).
La baza desemnării sitului se află mai multe specii protejate:
- mamifere (3): liliac cârn (Barbastella barbastellus), vidră de râu (Lutra lutra), liliac comun (Myotis myotis)
- nevertebrate (2): fluturele-tigru (Callimorpha quadripunctaria), Osmoderma eremita